# Славянский институт АН ЧР
Славянский институт (чеш. Slovanský ústav) — научно-исследовательский институт славяноведения Академии наук Чешской Республики. Находится в столице Чехии — г. Прага.

## История
Идея создания Славянского института была высказана в 1920 году первым президентом Чехословакии Томашем Масариком.
Начал деятельность с 1928 года. Первым директором института был археолог, этнограф и историк-славист, профессор Л. Нидерле.
В 1940 закрыт немецкими оккупантами, в 1945 — восстановлен, но в 1948 практически перестал функционировать и прекратил работу, с 1953—1954 вошëл в состав Чехословацкой АН и приступил к активной научной и издательской деятельности: опубликовал ряд серийных научных изданий, монографических серий и отдельных монографий (всего более 70), периодических изданий (более 50 ежегодников, среди них «Byzantinoslavica» и «Slavia»).
Славянский институт финансировал исследовательскую работу научных учреждений и отдельных лиц.

## Структура
- Отделение палеославистики и византинистики,
- Отделение славянского языкознания и лексикографии,
- Отделение истории славистики и славянских литератур.

## Международное сотрудничество
Сотрудничает с Институтом русского языка им. В. В. Виноградова Российской академии наук, Институтом русской литературы РАН, Институтом болгарского языка АН Болгарии, болгарским Институтом литературы БАН (София), Институтом языкознания им. А. А. Потебни НАН Украины, Старославянским институтом в Загребе, университетом Бергамо (Италия), Институтом формальной и прикладной лингвистики (Великобритания) и др.

## Избранные проекты и гранты
- Большой чешско-русский словарь (ISBN 80-7335-048-3, 2005)
- Язык в структурной концепции. Синхронный и диахронный анализ русского языка (ISBN 80-85494-67-1, 2003)
- Украинский диалект Словакии. Исследования и аудиозаписи с 1957 по 1967 гг. (ISBN 80-86420-20-5, 2005)
- Украинско-чешский и чешско-украинский словарь. (ISBN 978-80-7335-113-7, 2008)
- Регионоведческий словарь русинского диалекта восточной Словакии. Дифференциальный словарь. (ISBN 978-80-86420-36-3, 2009)
- Повествования и песни русинов восточной Словакии. Южнокарпатский украинский диалект в подлинных записях. (ISBN 978-80-86420-35-6, 2007—2009)
- Большой хорватско-чешский словарь. (2003—2006)
- Сравнительные неологизмы славянских языков (2000—2002)
- Краткая украинская грамматика (1996—1999)
- Словенско-чешский словарь
- История Подкарпатья
- История русской эмиграции в Чехословакии
- Исследование славянского перевода Ветхого Завета (2002—2004)
- Русская поэзия XX-го века (2004—2006) и др.